# 727 Nipponia
727 Nipponia
727 Nipponia là một tiểu hành tinh ở vành đai chính, thuộc nhóm tiểu hnàh tinh Maria. Ban đầu, nó được Shin Hirayama phát hiện ngày 6.3.1900 ở Tokyo, nhưng ông không thể xác định quỹ đạo của nó. Sau đó ngày 11.2.1912 nó được A. Massinger tái phát hiện ở Heidelberg. Massinger để cho Hirayama vinh dự đặt tên cho tiểu hành tinh này, và Hirayama đã chọn tên Nipponia, latinh hóa của chữ Nippon (Nhật Bản trong tiếng Nhật)